# Operación Sinsonte
La Operación Sinsonte (Operation Mockingbird en inglés) es un supuesto programa a gran escala de la Agencia Central de Inteligencia (CIA) de los Estados Unidos que comenzó en los primeros años de la Guerra Fría e intentó manipular los medios de comunicación con fines propagandísticos.
Según la autora Deborah Davis, Operación Sinsonte reclutó a destacados periodistas estadounidenses en una red de propaganda e influyó en las operaciones de grupos de fachada. El apoyo de la CIA a los grupos de fachada quedó al descubierto cuando un artículo de la revista Ramparts de 1967 informó que la National Student Association (Asociación Nacional de Estudiantes) recibió financiación de la CIA. En 1975, las investigaciones del Congreso del Comité Church revelaron conexiones de la Agencia con periodistas y grupos cívicos.
En 1973, la CIA publicó un documento denominado «Family Jewels» («Joyas de la Familia») que contenía una referencia al «Proyecto Sinsonte», que era el nombre de una operación en 1963 de escuchas telefónicas de dos periodistas que se creía difundían información clasificada. Sin embargo, el documento no contiene referencias a una «Operación Sinsonte».

## Trasfondo
En los primeros años de la Guerra Fría, el gobierno de los Estados Unidos se esforzó por utilizar los medios de comunicación de masas para influir en la opinión pública a nivel internacional. Después de que el Comité Watergate del Senado de los Estados Unidos en 1973 descubrió los abusos de vigilancia doméstica dirigidos por el poder ejecutivo del gobierno de los Estados Unidos y The New York Times en 1974 publicó un artículo de Seymour Hersh afirmando que la CIA había violado su estatuto al espiar a activistas pacifistas, exfuncionarios de la CIA y algunos legisladores pidieron una investigación del Congreso que se conoció como el Comité Church. Publicado en 1976, el informe del Comité confirmó algunas historias anteriores que denunciaban que la CIA había cultivado relaciones con instituciones privadas, incluida la prensa. Sin identificar a las personas por su nombre, el Comité Church declaró que encontró a cincuenta periodistas que tenían relaciones oficiales, pero secretas, con la CIA. En un artículo de la revista Rolling Stone de 1977, «The CIA and the Media» («La CIA y los medios»), el reportero Carl Bernstein amplió el informe del Comité Church y dijo que alrededor de 400 miembros de la prensa fueron considerados activos de inteligencia por la CIA, incluido el editor de The New York Times Arthur Hays Sulzberger, columnista y analista político Stewart Alsop y la revista Time. Berstein afirmó que las sucursales en el extranjero de las principales agencias de noticias estadounidenses habían servido durante muchos años como «ojos y oídos» de la agencia, y que funcionaban para difundir la propaganda de la CIA a través de los medios de comunicación estadounidenses.
En The Rising Clamor: The American Press, the Central Intelligence Agency, and the Cold War, David P. Hadley escribió que la «continua falta de detalles específicos [proporcionados por el Comité Church y la exposición de Bernstein] resultó ser un caldo de cultivo para algunas afirmaciones extravagantes sobre la CIA y la prensa»; como ejemplo, ofreció afirmaciones sin fuente de la reportera Deborah Davis. Davis escribió en Katharine the Great, su biografía no autorizada de 1979 de Katharine Graham, propietaria de The Washington Post, que la CIA dirigió una «Operación Sinsonte» durante este tiempo, afirmando que la Organización Internacional de Periodistas (OIP) con sede en Praga «recibió dinero de Moscú y controló a los reporteros en todos los periódicos importantes de Europa, difundiendo historias que promovían la causa comunista», y que Frank Wisner, director de la Office of Policy Coordination («Oficina de Coordinación de Políticas», una unidad de operaciones encubiertas creada en 1948 por el Consejo de Seguridad Nacional de los Estados Unidos) había creado la Operación Sinsonte en respuesta a la OIP, contratando a Phil Graham de The Washington Post para ejecutar el proyecto dentro de la industria. Según Davis, «A principios de la década de 1950, Wisner 'poseía' miembros respetados de The New York Times, Newsweek, CBS y otros vehículos de comunicaciones». Davis escribió que después de que Cord Meyer se unió a la CIA en 1951, se convirtió en el «principal operativo» de Operación Sinsonte. Ni el Comité Church ni ninguna de las investigaciones que siguieron encontraron que hubo una operación como la descrita por Davis. Hadley resumió: «Sinsonte, como la describe Davis, ha seguido siendo una teoría obstinadamente persistente»; y agregó: «La teoría de Davis/Sinsonte, de que la CIA operó un programa deliberado y sistemático de manipulación generalizada de los medios estadounidenses, no parece estar basada en la realidad, pero eso no debería ocultar el papel activo que desempeñó la CIA al influir en la producción de la prensa nacional».
Aun así, la existencia de la operación permanece en disputa: la operación fue llamada por primera vez «Sinsonte» en un libro de  Deborah Davis, Katharine the Great: Katharine Graham and her Washington Post Empire, que afirmaba que los medios habían sido reclutados (e infiltrados) por la CIA para propósitos de propaganda, pero el libro era en sí mismo controversial y contenía muchas afirmaciones erróneas. Acusaciones adicionales de una «Operación Sinsonte» aparecieron en el libro de E. Howard Hunt de 2007 American Spy: My Secret History in the CIA, Watergate and Beyond y en The Mighty Wurlitzer: How the CIA Played America de Hugh Wilford (2008).

## QAnon
Los partidarios de la teoría de conspiración QAnon han utilizado el término «Operation Mockingbird» para referirse a los medios estadounidenses que difunden lo que los partidarios consideran «fake news» («noticias falsas»).

## Estudios históricos de la CIA
- Wilford, Hugh (2008). The Mighty Wurlitzer: How the CIA Played America (en inglés). Cambridge: Harvard University Press. ISBN 978-0-674-02681-0.
- Saunders, Frances Stonor (1999). La CIA y la guerra fría cultural. Londres: Granta Books. ISBN 978-1-86207-029-5.
- Thomas, Evan (1995). The Very Best Men: The Early Years of the CIA (en inglés). Nueva York: Simon & Schuster. ISBN 978-0-684-81025-6. (requiere suscripción).
- Ranelagh, John (1987). The agency: the rise and decline of the CIA (en inglés). Nueva York: Simon & Schuster. ISBN 978-0-671-63994-5. (requiere suscripción).
- Weiner, Tim (2007). Legado de cenizas: La historia de la CIA. Nueva York: Doubleday. ISBN 978-0-385-51445-3.